# Леднево (Красносельское сельское поселение)
Леднево — станция (тип населённого пункта) в Юрьев-Польском районе Владимирской области России, входит в состав Красносельского сельского поселения.

## География
Посёлок расположен в 15 км на восток от райцентра города Юрьев-Польский, остановочный пункт Леднево на железнодорожной линии Бельково — Иваново.

## История
После Великой Отечественной войны посёлок входил в состав Шипиловского сельсовета Юрьев-Польского района, с 2005 года — в составе Красносельского сельского поселения.

## Население
| 2002 | 2010 | 2021 |
| ---- | ---- | ---- |
| 0    | ↗11  | ↘0   |